# ۲۰۵ (پیش از میلاد)
۲۰۵ (پیش از میلاد) ۲۰۵مین سال قبل از تقویم میلادی است.